# La Mata de Ledesma
La Mata de Ledesma – gmina w Hiszpanii, w prowincji Salamanka, w Kastylii i León, o powierzchni 38,65 km². W 2011 roku gmina liczyła 112 mieszkańców.